# Facundo Silva
Facundo Silva, vollständiger Name Facundo Ariel Silva Scheeffer, (* 4. Juli 1996 in Artigas) ist ein uruguayischer Fußballspieler.

## Karriere

### Verein
Der nach Vereinsangaben 1,90 große Torhüter Silva entstammt der Jugendabteilung des Danubio FC. Dort wurde er 2009 mit der Séptima und 2010 mit der Sexta jeweils Uruguayischer Meister. In der Apertura 2013 gehörte er bereits der Ersten Mannschaft an, die die Halbserienmeisterschaft zu ihren Gunsten entschied. Er stand auch in der Spielzeit 2014/15 im Kader des uruguayischen Erstligisten. In der Clausura 2015 saß er regelmäßig als Ersatztorhüter bei den Erstligaspielen auf der Reservebank. Zu einem Einsatz in der Primera División gelangte er bis dahin aber nicht. Sein Debüt in der Primera División feierte er am 20. März 2016 bei der 1:2-Auswärtsniederlage gegen den Sud América mit einem Startelfeinsatz. In der Saison 2015/16 bestritt er insgesamt drei Erstligabegegnungen. Während der Folgesaison 2016 blieb er ohne Erstligaeinsatz. Ende Januar 2017 wurde er an den Zweitligisten Canadian Soccer Club ausgeliehen.

### Nationalmannschaft
Silva war Mitglied der uruguayischen U-15-Nationalmannschaft und nahm mit dieser an der Südamerikameisterschaft 2011 in Uruguay teil. Er debütierte unter Trainer Fabián Coito am 29. Mai 2012 beim 1:1-Unentschieden im Freundschaftsländerspiel gegen Paraguay in der U-17-Auswahl Uruguays. Er gehörte dem uruguayischen Aufgebot bei der U-17-Südamerikameisterschaft 2013 in Argentinien an. Danach, aber noch vor der anstehenden WM, standen für ihn in dieser Altersklasse bereits 15 Länderspiele zu Buche. Mit der U-17-Auswahl wirkte er sodann auch an der U-17-Weltmeisterschaft 2013 in den Vereinigten Arabischen Emiraten mit.